# Kościół św. Jakuba w Pradze
Kościół św. Jakuba (czeski: Kostel svatého Jakuba Většího) – zabytkowy kościół w Pradze, znajdujący się na Starym Mieście, w połowie drogi pomiędzy Rynkiem Staromiejskim i Placem Republiki (ulica Malá Štupartská). Pierwotnie był to kościół gotycki, później przebudowany w stylu barokowym. Jest trzecim najdłuższym kościołem Pragi i ma status bazyliki mniejszej.

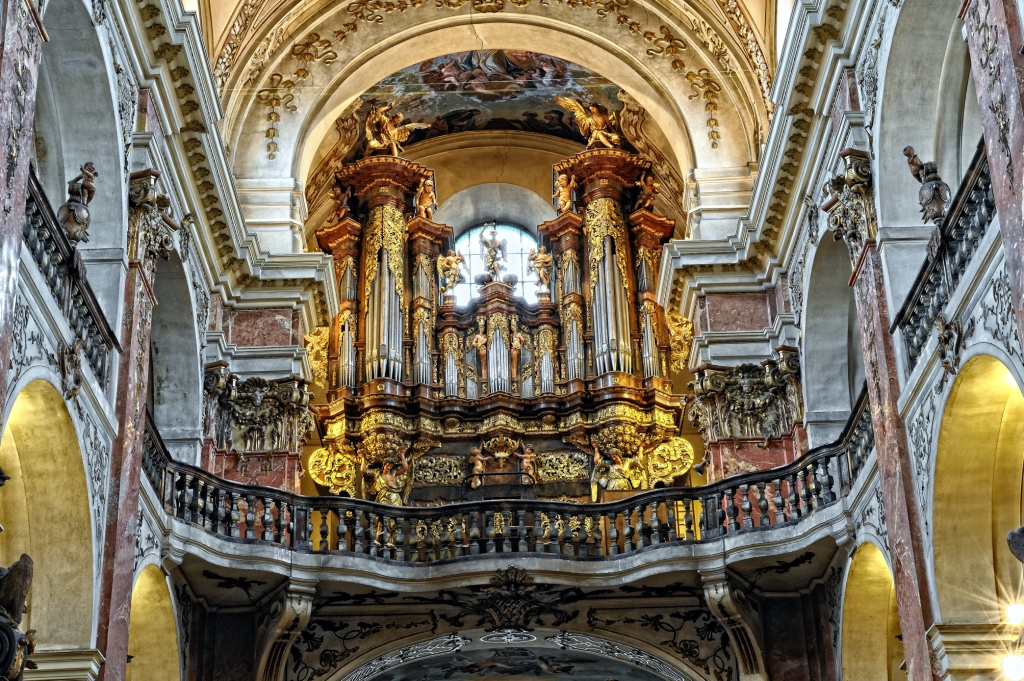
Organy w bazylice św. Jakuba Starszego w Pradze

Oprócz nabożeństw odbywają się tu także regularne koncerty organowe. Organy w bazylice są największym instrumentem tego typu w Czechach. Posiadają 91 rejestrów i 8277 piszczałek. Zostały zainstalowane w 1705, a następnie rozbudowane w 1941.